# Иконен, Анна-Кайса
Анна-Кайса Иконен (фин. Anna-Kaisa Ikonen; род. 4 апреля 1977, Тампере, Хяме) — финский политический и государственный деятель. Заместительница председателя Коалиционной партии. Министр по делам местного и регионального самоуправления Финляндии с 20 июня 2023 года. Депутат эдускунты (парламента Финляндии) в 2019—2021 годах и с 5 апреля 2023 года. В прошлом — мэр Тампере (2013—2017, 2021—2023). Дама I класса ордена Белой розы — высшей государственной награды Финляндии.

## Биография
Родилась 4 апреля 1977 года в Тампере.
В 1996 году окончила среднюю школу Сампо в Калева — восточном районе Тампере. В 2001 году получила степень магистра в Университете Тампере, в 2010 году — докторскую степень там же.
В 2001—2003 годах — директор проекта в финской компании Net Effect, которая специализируется на оценке государственного управления и консалтинге.
В 2003—2009 годах — менеджер по развитию в Центре занятости региона Пирканмаа.
По результатам муниципальных выборов 2008 года избрана депутатом городского совета Тампере. В 2009—2011 годах — заместитель мэра Тампере.
В 2011—2013 годах — государственный секретарь в Министерстве финансов Финляндии при министре государственного управления и местного самоуправления Хенне Вирккунен (Коалиционная партия) в коалиционном правительстве под руководством премьер-министра Юрки Катайнена (Коалиционная партия).
По результатам муниципальных выборов 2012 года переизбрана депутатом городского совета Тампере. В январе 2013 года городской совет Тампере избрал её мэром со сроком полномочий 4 года.
В сентябре 2014 года члены совета директоров страховой компании Keva, которая отвечает за финансирование пенсий и инвестирование пенсионных активов в муниципальном секторе, избрали её председателем сроком на 2 года.
В 2016—2021 годах — профессор трудовой жизни в Университете Тампере.
В 2018—2019 годах была государственным секретарём в Министерстве внутренних дел Финляндии при министре Кае Мюккянене (Коалиционная партия) в правительстве под руководством премьер-министра Юхи Сипиля («Центр»).
По результатам парламентских выборов в апреле 2019 года избрана депутатом эдускунты в избирательном округе Пирканмаа. Являлась третьим заместителем председателя парламентской фракции, членом Административного комитета и Комитета по социальной политике и здравоохранению, финской делегации Северного совета. Сложила депутатские полномочия 7 сентября 2021 года, после избрания мэром Тампере. Преемником стал Яри Киннунен (Jari Kinnunen; род. 1960).
В сентябре 2020 года на партийном съезде в Пори избрана заместителем председателя партии вместе с Антти Хяккянененом и Элиной Валтонен на двухлетний срок. Переизбрана в 2022 году.
По результатам муниципальных выборов 2021 года избрана мэром Тампере. Сложила с себя полномочия после избрания депутатом эдускунты по результатам парламентских выборов в апреле 2023 года в избирательном округе Пирканмаа, где набрала наибольшее количество голосов. Новым мэром 15 мая городской совет избрал Калерво Куммола (Коалиционная партия). Являлась председателем парламентского Комитета по конституционному законодательству и членом президиума (в состав которого входят спикер эдускунты, его заместители и председатели комитетов).
18 июня 2023 года Коалиционная партия выбрала её на пост министра по делам местного и регионального самоуправления Финляндии в коалиционном правительстве под руководством премьер-министра Петтери Орпо. 20 июня вступила в должность.
16 июня 2024 года на партийном собрании в Тампере переизбрана вице-председателем «Национальной коалиции».